# FK Senica
FK Senica är en slovakisk fotbollsklubb från Senica, som grundades år 1921. De spelar i den slovakiska superligan, som är den högsta divisionen inom slovakisk fotboll.

## Placering tidigare säsonger
| Säsong  | Nivå | Liga         | Placering | Referens |
| ------- | ---- | ------------ | --------- | -------- |
| 2009/10 | 1    | Corgoň liga  | 6         | [ 1 ]    |
| 2010/11 | 1    | Corgoň liga  | 2         | [ 2 ]    |
| 2011/12 | 1    | Corgoň liga  | 4         | [ 3 ]    |
| 2012/13 | 1    | Corgoň liga  | 2         | [ 4 ]    |
| 2013/14 | 1    | Corgoň liga  | 6         | [ 5 ]    |
| 2014/15 | 1    | Fortuna liga | 5         | [ 6 ]    |
| 2015/16 | 1    | Fortuna liga | 10        | [ 7 ]    |
| 2016/17 | 1    | Fortuna liga | 9         | [ 8 ]    |
| 2017/18 | 1    | Fortuna liga | 11        | [ 9 ]    |
| 2018/19 | 1    | Fortuna liga | 8         | [ 10 ]   |
| 2019/20 | 1    | Fortuna liga | 10        | [ 11 ]   |
| 2020/21 | 1    | Fortuna liga | 10        | [ 12 ]   |
| 2022/23 | 2    | 2. liga      |           |          |